# Infectiovigilance
L'infectiovigilance est l'ensemble des mesures spécifiques de surveillance, de prévention et de maitrise des infections nosocomiales.
Elle comporte :
- l'organisation de l'établissement au regard de la lutte contre les infections nosocomiales
- le signalement aux autorités sanitaires de certaines infections nosocomiales
- la surveillance continue de la fréquence des bactéries multirésistantes ainsi que la consommation de certains antibiotiques
- l'évaluation et l'étude de ces informations.